# АЭС Ножан
АЭС Ножан (фр. Centrale nucléaire de Nogent) — действующая атомная электростанция в центральной части Франции в регионе Шампань — Арденны. 
АЭС расположена на берегу реки Сена на территории коммуны Ножан-сюр-Сен в департаменте Об. 
АЭС состоит из двух энергоблоков, на которых используются реакторы с водой под давлением (PWR) P’4 конструкции Framatome мощностью 1300 МВт. Каждый энергоблок имеет одну градирню высотой 165 метров. 
Станция вырабатывает около трети ежегодно потребляемой электроэнергии в районе Иль-де-Франс, на ней трудится около 700 человек постоянного персонала.

## Инциденты
5 декабря 2011 года девять (по другим данным восемь) активистов Гринпис прорвались через ограждение на территорию атомной электростанции Ножан. Им удалось забраться на крышу здания одного из реакторов и развернуть баннер «Безопасной атомной энергии не существует». Прибывшая полиция арестовала четырех человек. Гринпис заявили, что их целью было показать уязвимость французских АЭС, когда обычные люди без спецподготовки могут легко проникать на территорию ядерного объекта.

## Информация об энергоблоках
| Энергоблок | Тип реакторов     | Мощность | Мощность | Начало строительства | Физпуск    | Подключение к сети | Ввод в эксплуатацию | Закрытие |
| Энергоблок | Тип реакторов     | Чистый   | Брутто   | Начало строительства | Физпуск    | Подключение к сети | Ввод в эксплуатацию | Закрытие |
| ---------- | ----------------- | -------- | -------- | -------------------- | ---------- | ------------------ | ------------------- | -------- |
| Ножан-1    | PWR, P'4 REP 1300 | 1310 МВт | 1363 МВт | 26.05.1981           | 12.09.1987 | 21.10.1987         | 24.02.1988          | —        |
| Ножан-2    | PWR, P'4 REP 1300 | 1310 МВт | 1363 МВт | 01.01.1982           | 04.10.1988 | 14.12.1988         | 01.05.1989          | —        |